# Dojo
Pour l’article homonyme, voir Dojo Toolkit.
 (12 juin 2020).

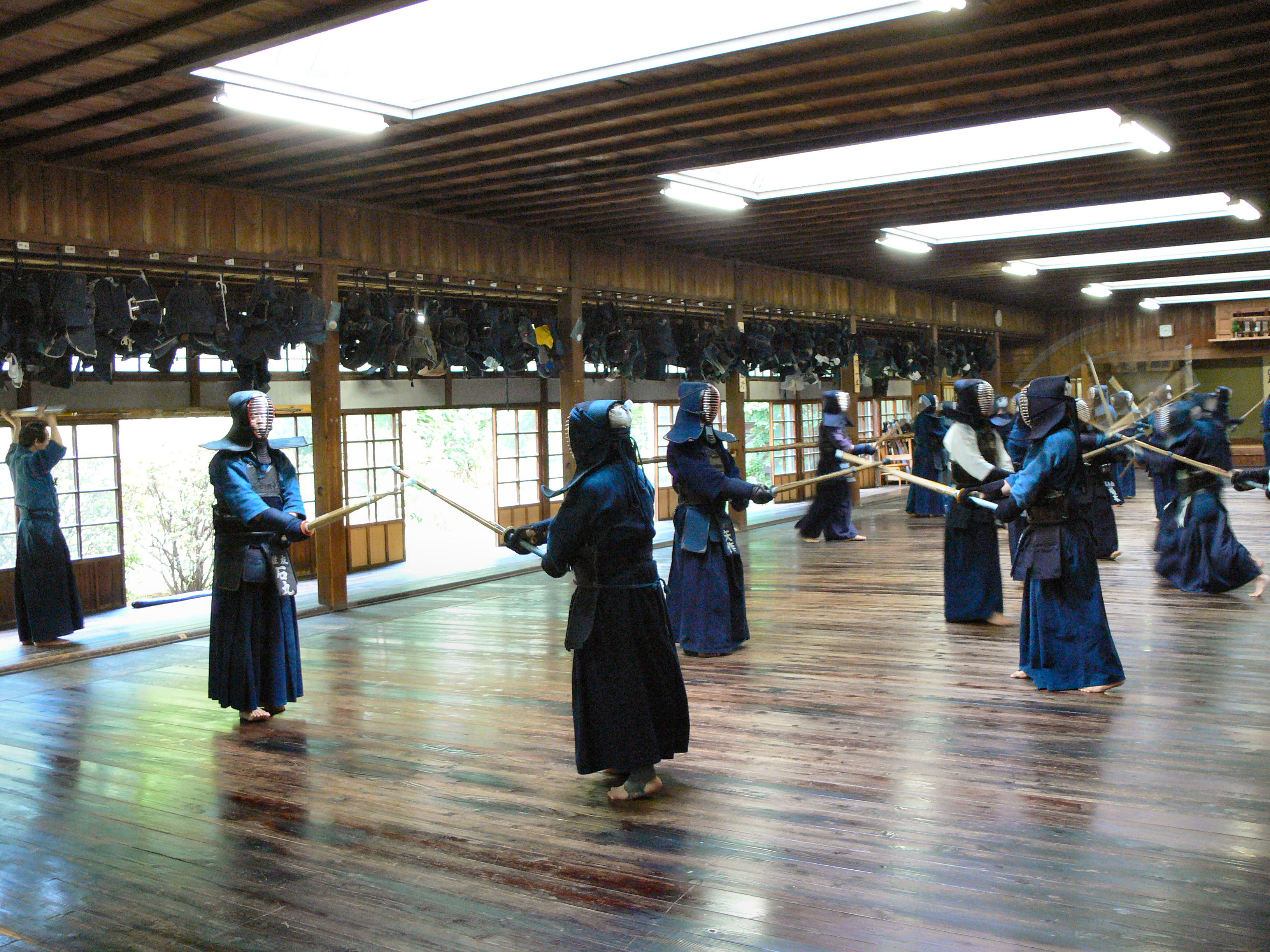
Un dojo de Kendo.
Le Noma Dōjō en 2006 : certains éléments majeurs sont de l'époque Edo, mais celui-ci est démoli en 2007.

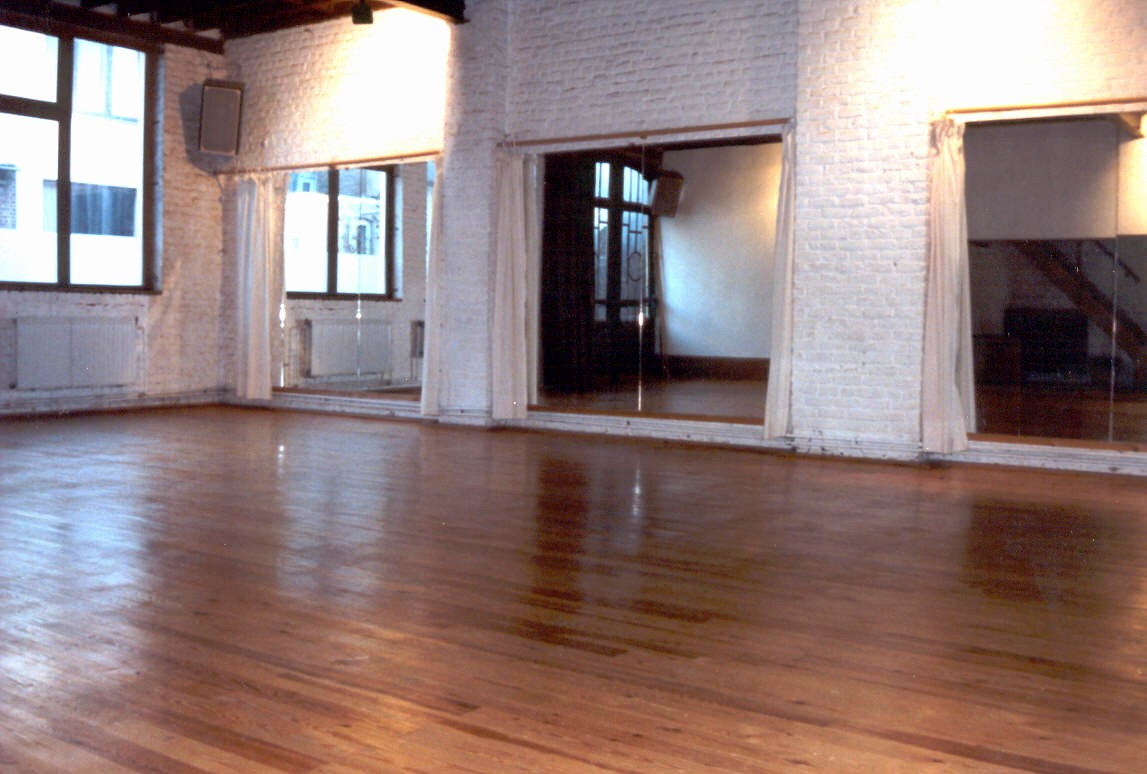
Le Budo Collège belge, la plus ancienne école d'arts martiaux de Belgique (fondé en 1951) - La salle des miroirs.

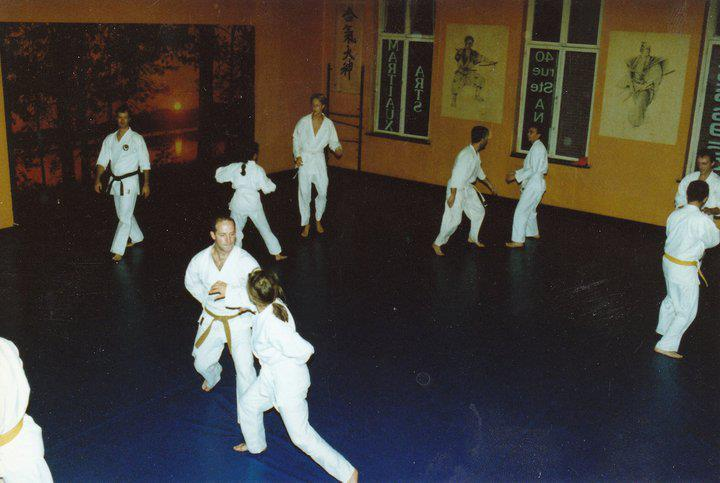
Le dojo de l'école royale d'arts martiaux Yama Arashi (山嵐), anciennement installé au Sablon à Bruxelles.

Le dojo (道場, dōjō, [doːdʑoː]) est le lieu consacré à la pratique des budō ou à la méditation bouddhiste zen. Littéralement en japonais, dō signifie la voie (c'est le même caractère que le tao chinois), le dōjō est le lieu où l'on étudie/cherche la voie.

## Historique
Historiquement le dojo était la salle du temple religieux. Ces grandes salles ont aussi été utilisées par la suite pour l'enseignement des arts martiaux.
Dans le cas du dojo où l'on étudie les arts martiaux comme dans le cas des dojos servant de centre de méditation bouddhiste, des règles strictes sont instituées. Le dojo est un lieu où l'on progresse. Cette progression est obligatoirement supervisée et contrôlée par un maître.

## Orientation
Traditionnellement, le dojo obéit à des règles concernant son orientation. Le côté honorifique, dit kamiza (上座, litt. le côté élevé) est situé face au Sud. Le kamiza (également nommé shomen) est le plus souvent décoré d'une calligraphie, de sabres, d'un portrait ou de tout autre objet symbolique de la discipline enseignée. L'enseignant s'assied dos au kamiza. C'est aussi de ce côté qu'est placé un invité de marque. Le mur d'en face est le shimoza (下座, litt. côté bas), où sont assis les élèves. Ceux-ci sont rangés selon un ordre coutumier, qui les classe par grade, ancienneté dans la pratique de la discipline ou dans le dojo et enfin, si nécessaire, par âge. Les élèves les plus anciens sont à la gauche de l'enseignant (à l'Est, donc), les débutants à l'Ouest. C'est également à l'Ouest que sont placés les visiteurs éventuels, tandis que les assistants de l'enseignant s'asseyent dos au côté Est de la salle, le Joseki.
Cette orientation a une signification symbolique. Assis face au Sud, l'enseignant reçoit en plein la lumière du soleil, qui est la connaissance qu'il doit transmettre. Les élèves, eux, ne peuvent voir cette lumière qu'au travers de la réflexion qu'en offre l'enseignant, qui se doit donc d'être le miroir le plus fidèle possible. Les pratiquants anciens sont du côté du soleil levant : de par leur ancienneté, ils commencent à comprendre les principes essentiels de leur discipline, alors que les débutants sont encore dans l'ombre.
Le placement des invités du côté des débutants est également un héritage historique. Quand il existait de nombreuses écoles concurrentes, mettre les invités du côté des débutants et loin des anciens rendait difficile aux éventuels espions envoyés par les autres écoles de voir les techniques particulières à ce dojo (toutes les techniques étant alors réputées secrètes).
Aujourd'hui, au Japon comme en France, ce sont avant tout des considérations pratiques qui règlent l'orientation du dojo (configuration du bâtiment), et les règles traditionnelles de placement des élèves sont inégalement appliquées selon les disciplines et les enseignants. Ainsi, certains enseignants considèrent que le placement hiérarchique renforce la fierté (l'ego) et doit être évité ; d'autres estiment  que le pratiquant doit connaître sa juste place dans le dojo et donc respecter le placement. Ce placement, issue de l’étiquette (rei (礼)), est partie intégrante de l'apprentissage de la justesse, de l'équilibre et de la paix du pratiquant envers les autres et avec lui-même car chaque personne à une place qui lui est propre. Cette tradition contribue, entre les pratiquants, à la pratique d'un art dans un environnement apaisé et sans conflit.

### Dojos célèbres et/ou anciens

#### Japon
- Kōdōkan (講道館?, littéralement « école pour étude de la voie ») est un dojo fondé en 1882 par Jigorō Kanō, le créateur du judo. Son président actuel est Haruki Uemura
- Noma Dōjō, fondé en 1925 par maître Noma Seiji
- Meishinkan
- Yushinkan, de Nakayama Hakudo
- Kodogikai de Ishi Saburo
- meiji jingu budojo shiseikan (Kyudo, Judo, Kendo, Budo-kenshu)

#### Europe
- Budo Collège belge, fondé en 1951 par maître Julien Naessens
- Dojo de la Montagne Sainte-Geneviève, fondé en 1953 par maître Henry Plée
- École royale d'arts martiaux Yama Arashi, fondé en 1959 par maître Tony Thielemans
- Temple de La Gendronnière, fondé en 1980 par maître Taisen Deshimaru
- Dojo de la gare du Nord, fondé en 1953 par Jean Delforge et Michel Dunière, avec l'aide de la SNCF